# 發現影像
發現影像，在天文學中通常是一幅圖畫、一張膠片的底片、乾版，或是最初發現該天體或現象的數位影像。這可以包括行星、矮行星、太陽系小天體（小行星、彗星等），或在這些天體附近發現的特徵，像是環系統或大的撞擊坑。
例如，土星的衛星， Phoebe，是第一顆被攝影發現的衛星。它是威廉·亨利·皮克林從迪萊爾·斯圖爾特1898年8月16日在祕魯的阿雷基帕開始拍攝，在1899年3月17日的乾版上發現的。

## 例子

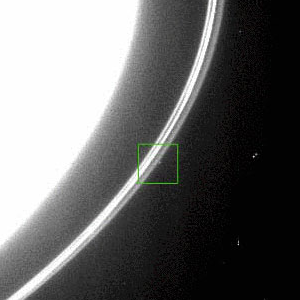
發現土星的衛星S/2004 S 3的影像。
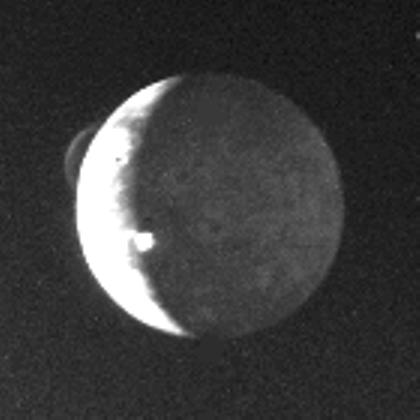
發現埃歐有活躍的火山活動的影像。
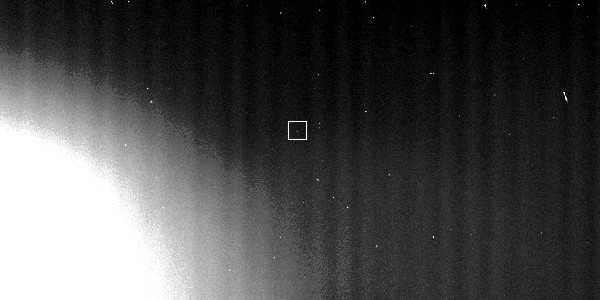
發現Pallene的影像。
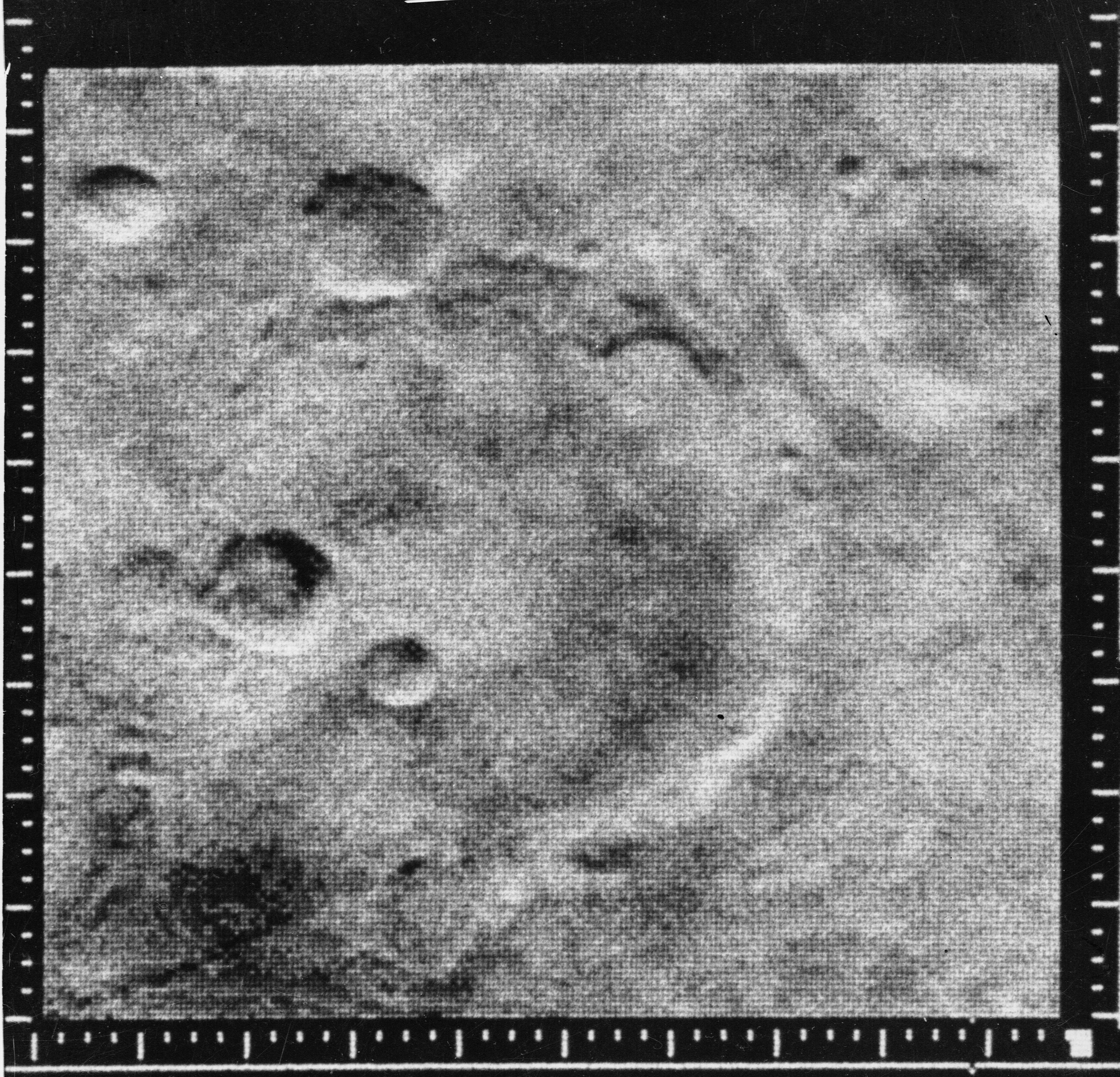
水手4號在火星上發現水手號隕石坑的影像。

## 進階讀物
- Google Book Search : "discovery image" astronomy